# IC 1800
IC 1800 је двојна звијезда у сазвјежђу Троугао која се налази на листи објеката дубоког неба у Индекс каталогу.
Деклинација објекта је + 31° 24' 48" а ректасцензија 2h 28m 31,4s.